# Inibszina
Inibszina (akad. Inibšina, w transliteracji z pisma klinowego zapisywane i-ni-ib-ši-na, tłum. „Ich owoc/dziecko”) – mezopotamska księżniczka, córka Daduszy, króla Esznunny (1 połowa XVIII w. p.n.e.). W trakcie wykopalisk w Aszur odnaleziono odważnik w kształcie kaczki z umieszczoną na nim inskrypcją klinową, z której wynika, iż był on darem Daduszy dla jego córki: „Dad[usza], syn Ipiq-Adada, król Esznunny, podarow[ał] (ten odważnik) Inibszinie, swej córce”. Znalezienie tego przedmiotu w Aszur, wskazujące na kontakty tego miasta z Esznunną, wydaje się potwierdzać tezę zakładającą identyfikację Naram-Sina, asyryjskiego króla z Asyryjskiej listy królów, z Naram-Sinem, bratem Daduszy i jego poprzednikiem na tronie Esznunny. Zgodnie z tą tezą Aszur, podbite przez Naram-Sina, znajdowałoby się przez pewien czas pod kontrolą Esznunny.